# Plasticisme

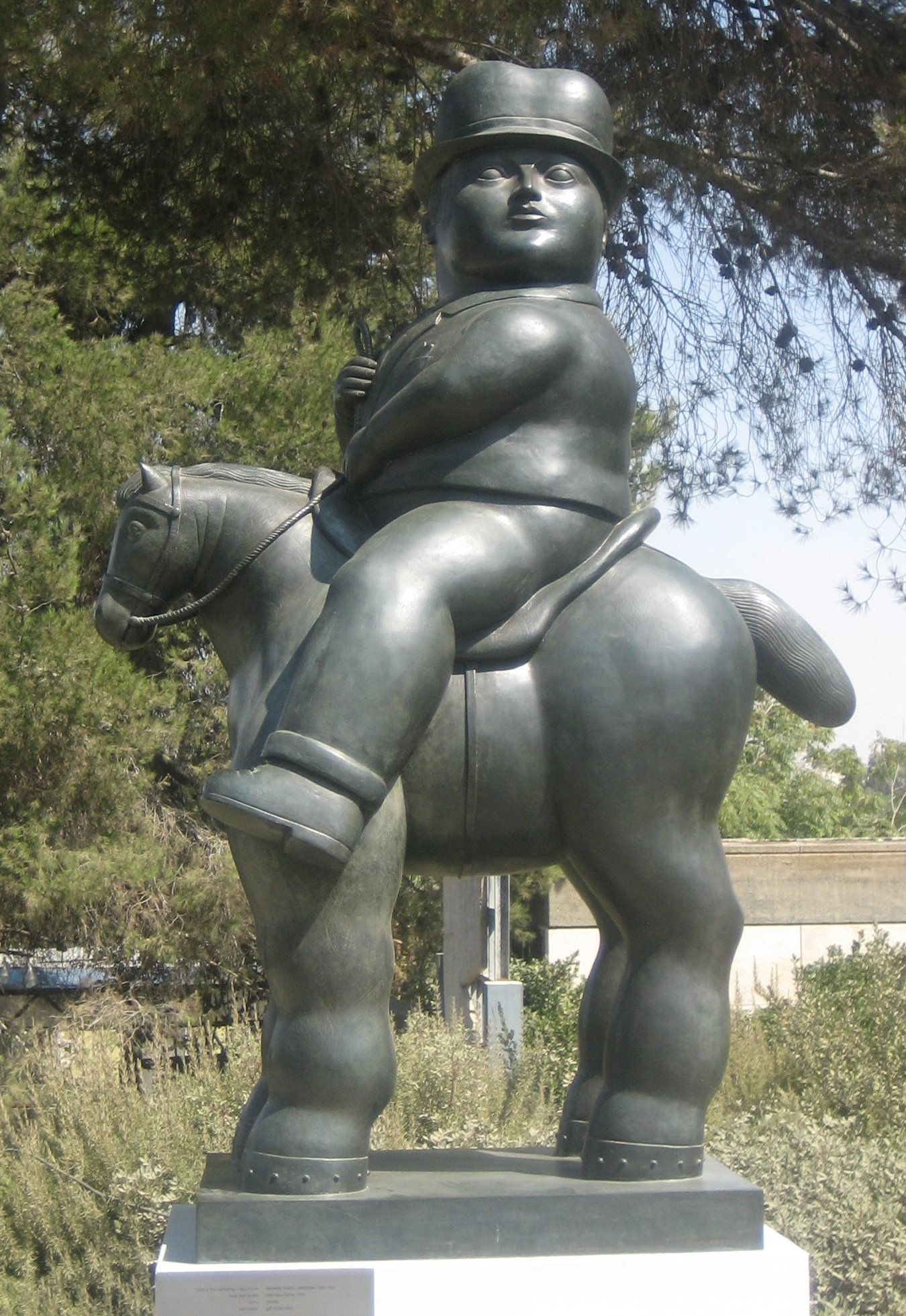
Botero, Ruiter te paard, 1992

Plasticisme is een stijl van uitbeelden binnen de hedendaagse kunst.
De Colombiaanse kunstschilder Fernando Botero omschrijft zijn eigen Gonflettestijl als 'plasticisme'. Het is een figuratieve, expressionistische weergave met over-accentuering in volume-verhoudingen, waarbij hij zich uitsluitend laat leiden tot de pure plasticiteit van het te bewerken beeld.

## Trivia
- Er bestaat geen noemenswaardige relatie tussen het plasticisme van Botero en neoplasticisme